# فناسیت
فناسیت  (به انگلیسی: Phenacite) با فرمول شیمیایی Be2[SiO4] از مجموعه کانی هاست و کانیهای شبیه آن کوارتز و توپاز می‌باشد. از کلمه یونانی Phenax بمعنای دروغگو گرفته شده‌است. نامحلول در اسیدها - ذوب نمی‌شود BeO:۴۵٫۵۳٪  SiO۲:۵۴٫۴۷٪  برای اولین بار در نروژ کشف شد و از نظر شکل بلور: منشوری - رمبوئدر مسطح - اغلب به‌طور عمودی، رنگ: بی رنگ - متمایل به آبی - سفید - زرد - صورتی قهوه ای، شفافیت: شفاف - نیمه شفاف، شکستگی: صدفی، جلا: شیشه ای، رخ: ناکامل - مطابق با /۱۰۲۰/، سیستم تبلور: رمبوئدریک و در رده‌بندی سیلیکات است  و منشأ تشکیل آن پگماتیتی - هیدروترمال - رگه‌های تیپ است.
همایند کانی‌شناسی (پارانژ) آن کوارتز - توپاز- آپاتیت- کوارتز- بریل- توپاز و غیرهآلپیشیاردار است
کاربرد آن: گاهی کانسارBe و به عنوان سنگ ظریف تزئیناتی مصرف می‌شود.، از نظر ژیزمان بلوری - آگرگات دانه‌ای - شعاعی کمیاب است و بیشتر در اطریش، روسیه، سوئیس، نروژ، برزیل، نامبیا و آمریکا یافت می‌شود.